# オンネトー (小惑星)
オンネトー (5294 Onnetoh) は小惑星帯に位置する小惑星。北海道の北見観測所で、円舘金と渡辺和郎が発見した。
アイヌ語で「年老いた沼」ないし「大きな沼」を意味するオンネ・トー、もしくは北海道足寄郡足寄町東部にあるオンネトー（上記のアイヌ語に由来する名を持つ湖の一つ）から命名された。